# Eacles imperialis
La polilla imperial (Eacles imperialis) es un miembro de la familia Saturniidae, nativa del continente americano desde la zona central de Argentina hasta el sureste de Canadá. La especie fue descrita por primera vez por Dru Drury en 1773.

## Descripción

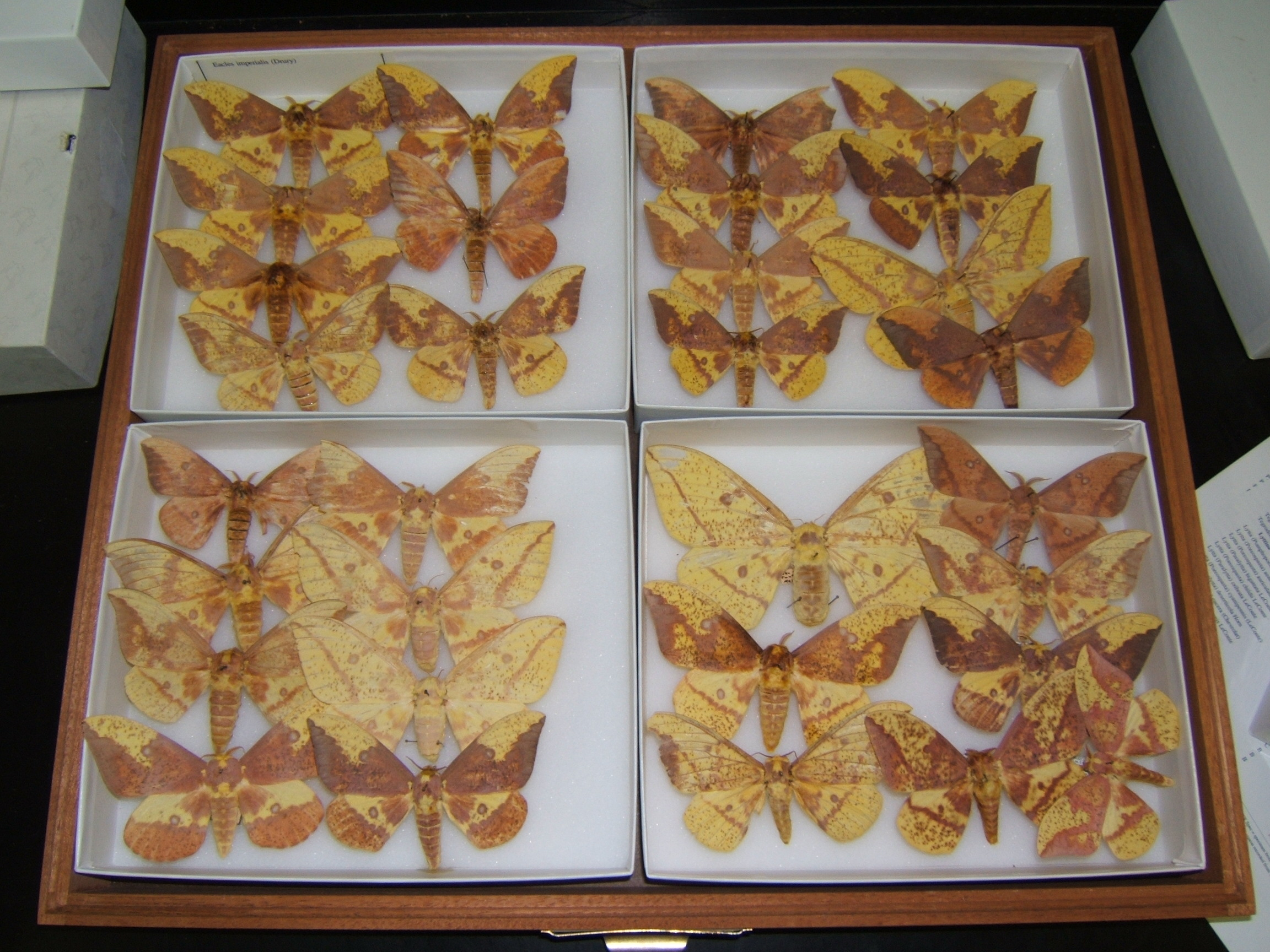
Ejemplos de variación de Eacles imperialis

La envergadura de un adulto es entre 80 y 175 milímetro.  Hay una gran cantidad de variación dentro de esta especie. Los colores del adulto son siempre principalmente amarillos con manchas rojas, marrones y moradas, pero pueden variar claramente en esto.  Los morfos claros y oscuros de esta especie se encuentran en las regiones norte y sur de su área de distribución. Los individuos de las regiones del norte de su área de distribución nativa pueden tender a tener menos marcas oscuras.  Las larvas tiene entre 10–15 mm de largo y son naranja con bandas transversales negras y grandes espinas en el primer estadio. A medida que crecen pueden alcanzar entre 75 a 100 mm de largo, con pelos largos y espinas más cortas y morfos de color que varían entre marrón oscuro y burdeos con parches de espiráculos blancos y verde con parches de espiráculos amarillos en el quinto estadio.

## Subespecies
Las subespecies de Eacles imperialis:
- E. i. imperialis (Drury, 1773)
- E. i. pini (Michener, 1950)
- E. i. cacicus (Boisduval, 1868)
- E. i. hallawachsae (Brechlin & Meister, 2011)
- E. i. quintanensis (Lemaire, 1971)
- E. i. decoris (Rothschild, 1907)
- E. i. tucumana (Rothschild, 1907)
- E. i. opaca (Burmeister, 1878)
- E. i. piurensis (Brechlin y Meister, 2011)
- E. i. nobilis (Neumögen, 1891)
- E. i. magnifica (Walker, 1855)
- E. i. anchicayensis (Lemaire, 1971)

## Ciclo vital
Solo hay una cría al año. 

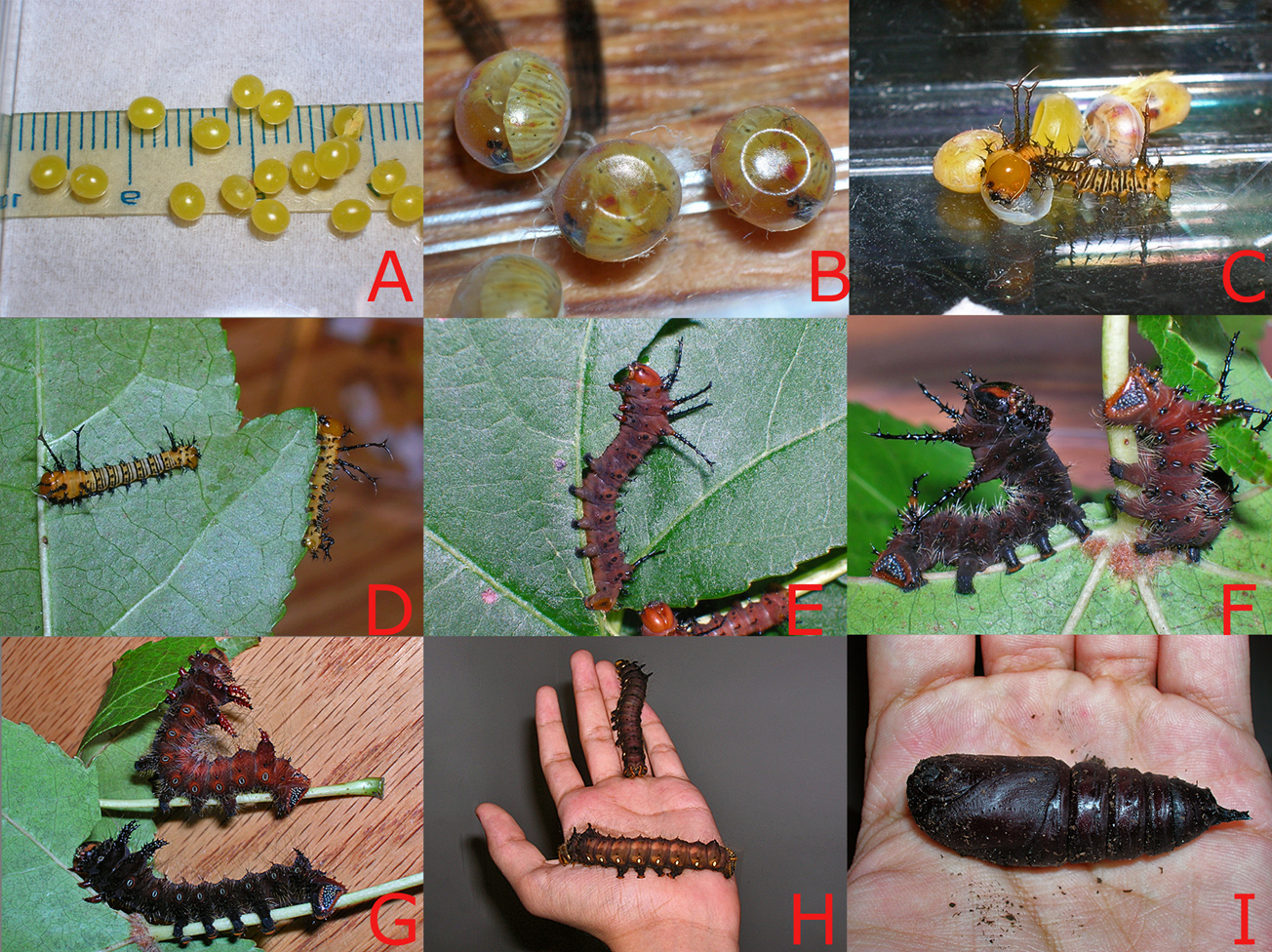
Polilla imperial (Eacles imperialis) desarrollo de huevo a pupa

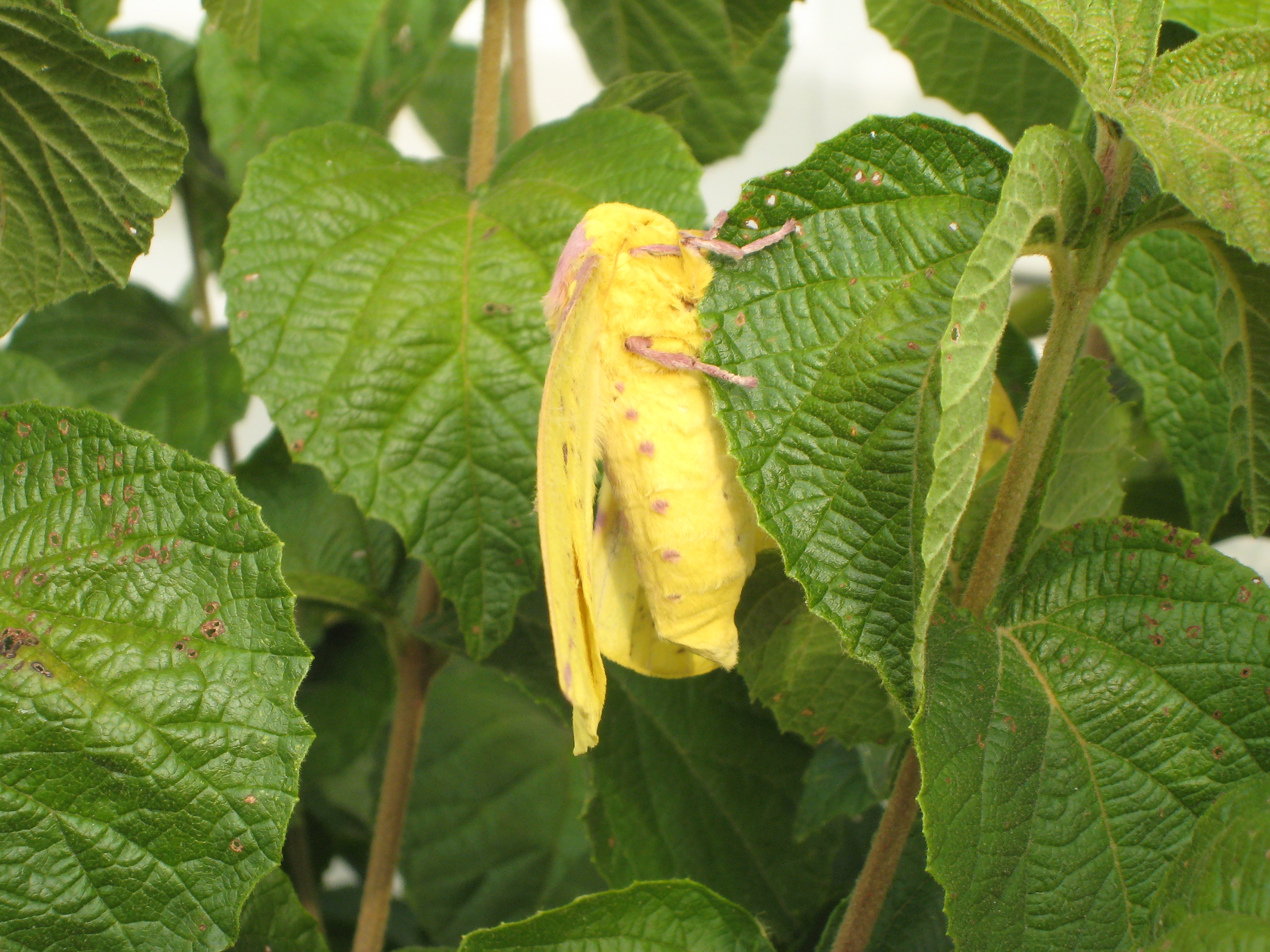
Adulto, vista lateral

Las larvas de la polilla imperial son polífagas con muchos huéspedes registrados. Sin embargo, es probable que existan diferencias regionales en las preferencias alimentarias. Las siguientes especies de plantas son los huéspedes más comúnmente reportados para la polilla imperial: especies de pino, especies de arce, especies de roble, liquidámbar y sasafrás .

### Huevo
La hembra pondrá huevos al anochecer. Lo hará solo o en grupos de 2 a 5 a cada lado de la hoja de una planta huésped. Los huevos eclosionan en aproximadamente diez días a dos semanas.  Las larvas recién nacidas comerán la cáscara del huevo del que emergieron.

### Larva

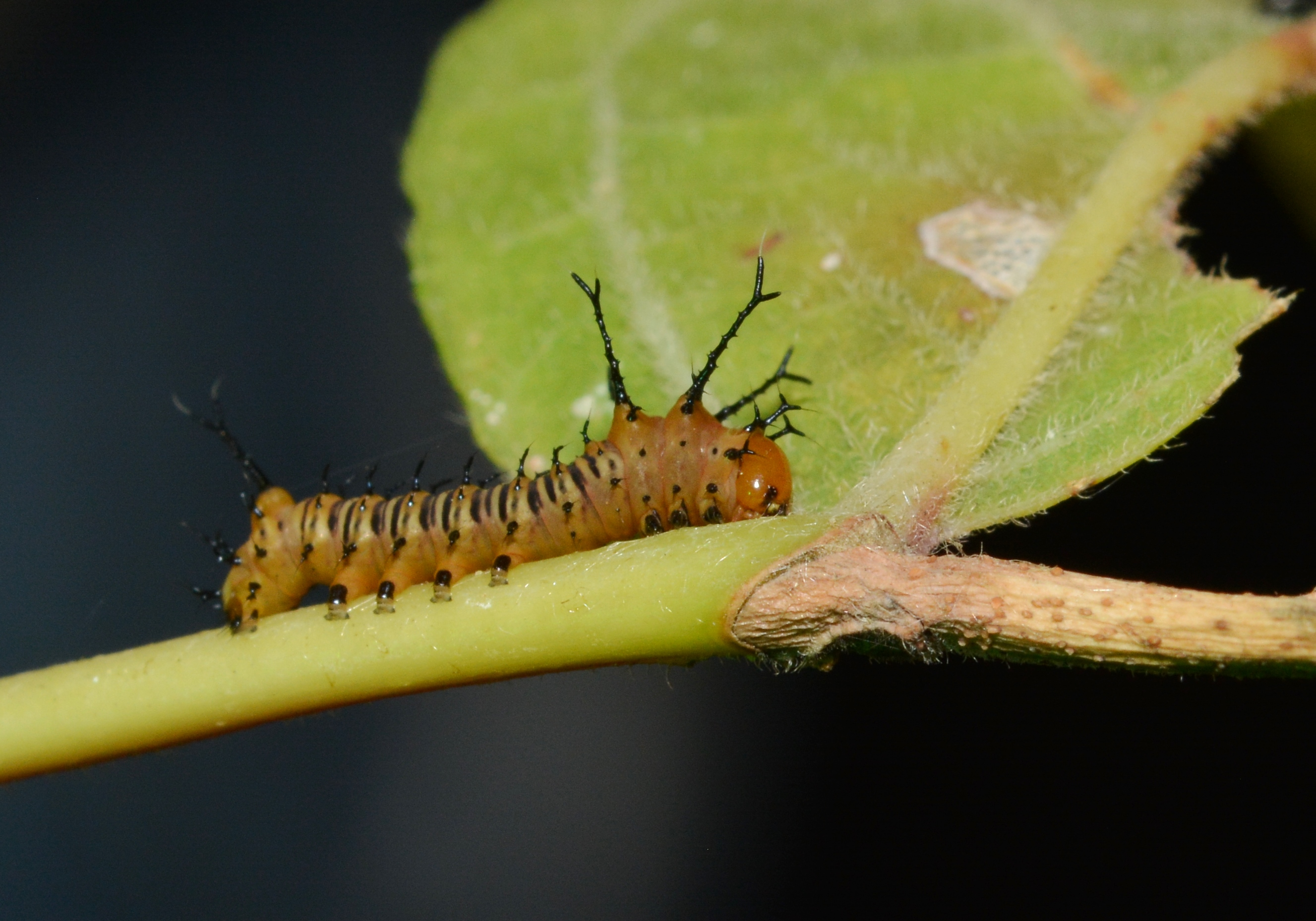
Larva. Primer estadio.

Al final de cada estadio, se hila una pequeña cantidad de seda en la vena principal de una hoja. Luego, las larvas se adhieren a la seda con sus pinzas anales y propatas y comienzan a mudar. Primero se vuelve inactivo y sufre apólisis, luego, después de aproximadamente un día más, sufre ecdisis . La larva emerge de su antiguo exoesqueleto, se hincha y se endurece a medida que ingresa al siguiente estadio. Esta especie a veces come el viejo exoesqueleto para la nutrición proteica.
Al igual que muchas otras larvas de Saturniidae, la polilla imperial tiene cinco estadios.
Primer estadio
- El primer estadio generalmente dura un corto período de tiempo. Las larvas de primer estadio aparecen de color naranja con bandas transversales negras y tienen dos grandes escolos con filamentos blancos en sus extremos en el segundo y tercer segmento torácico y un único escolio grande con filamentos blancos en el octavo segmento torácico. Todos los demás segmentos torácicos tienen scoli más cortos.[2]

Segundo estadio
- Mucho más oscuro que las larvas de primer estadio. Scoli son más pequeños en relación con el tamaño del cuerpo. Los pelos finos están comenzando a emerger en el cuerpo de este estadio.[2]

Tercer estadio
- Scoli continúa acortándose a medida que aumenta el tamaño del cuerpo. La pigmentación de la cabeza se vuelve más oscura.[2]

Cuarto estadio
- Scoli continúa acortándose. Pelos en este estadio mucho más largos ahora. La variación de color comienza a aparecer.[2]

Quinto estadio
- Las larvas están completamente desarrolladas en este estadio y miden aproximadamente de 75 a 100 mm de longitud. Pueden ser muy variables en los morfos de color, y los individuos suelen ser de color marrón oscuro, burdeos o verde. El área alrededor de los espiráculos es blanca en morfos marrón oscuro y amarilla en morfos verdes. Los morfos de color marrón oscuro también pueden tener parches de color naranja quemado que corren dorsalmente y rodean los espiráculos a lo largo de los lados.[2] Al final de este estadio, las larvas excavarán en el suelo y se convertirán en pupas.

### Crisálida
Las pupas son de color marrón oscuro y tienen espinas en la parte posterior para ayudar a emerger de su madriguera en el suelo. Los segmentos abdominales se pueden mover pero no se pueden plegar debido a los rebordes en los márgenes anteriores del abdomen. Los gonoporos femeninos aparecen como dos hendiduras longitudinales en el cuarto segmento abdominal. Los gonoporos masculinos aparecen como dos tubérculos cortos en el cuarto segmento abdominal.

### Adulto
Los adultos pueden tener una envergadura de aproximadamente 80 a 174 mm. Los adultos emergerán una vez al año para aparearse. La emergencia tiene lugar al amanecer y el apareamiento tendrá lugar en las siguientes horas nocturnas del día. En la parte norte de su rango, tienden a emerger a mediados del verano (junio-agosto), mientras que en la parte sur tienden a emerger en épocas más variadas (abril-octubre).  Los machos tienden a emerger días antes que las hembras. Una vez que una pareja se ha vinculado en un evento de apareamiento, son más vulnerables a los depredadores, particularmente a los forrajeadores. 
Como ocurre con todos los Saturniidae, los adultos no se alimentan.  Sus piezas bucales se han reducido.

## Dimorfismo sexual

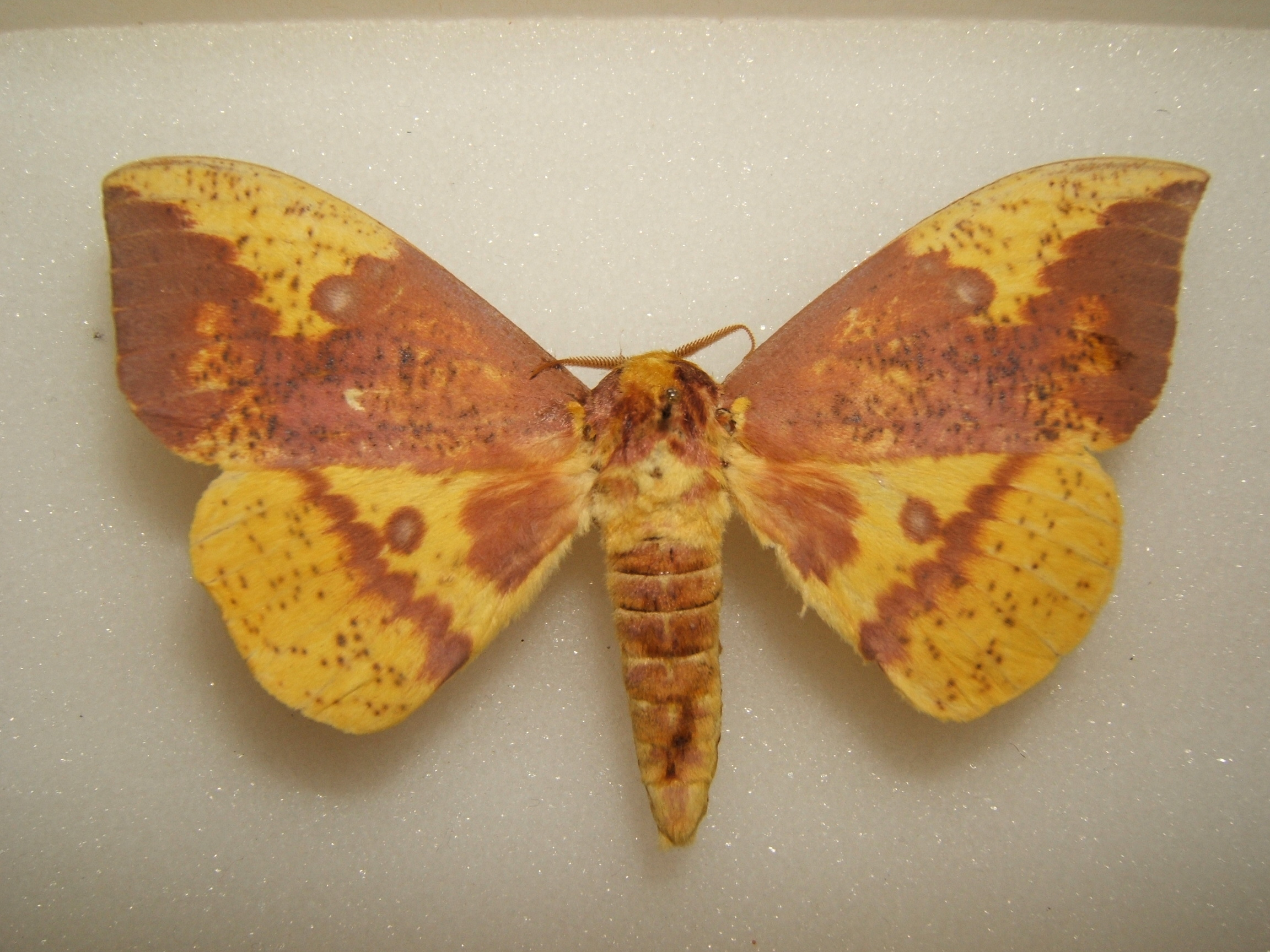
Macho Eacles imperialis

El dimorfismo sexual está presente en las etapas adultas de esta especie:
Macho
- Más marcadas con manchas rojas, marrones y moradas.[3]
- Generalmente tienen antenas más grandes y anchas en comparación con las hembras para ayudar en la detección de feromonas liberadas por las hembras.[3]
- Los machos tienen una mancha de color púrpura en el lado ventral del noveno segmento abdominal.[2]

Hembra
- Generalmente más grandes en general y tienen un abdomen más grande debido a sus ovariolas llenas de huevos.
- Generalmente más amarillo que los machos.
- Tener antenas simples durante toda la vida.[2]

## Plantas hospederas
Las larvas se alimentan de una variedad de plantas hospederas, desde árboles coníferos y caducifolios hasta arbustos.  Ejemplos de algunos son:
- Pinus (pinos)
- Quercus (robles)
- Acer (arces)
- Liquidambar styraciflua (goma dulce)
- Sasafrás albidum (sasafrás)
- Eucalipto [4]
- Acer negundo (caja mayor)
- Picea abies (pícea de Noruega)

El E. i. La subespecie pini se alimenta casi exclusivamente de pinos y normalmente se encuentra en Pinus strobus y Pinus resinosa con registros limitados de otras especies de pinos y Picea glauca .
En Martha's Vineyard, E. i. imperialis se alimenta casi exclusivamente de pinotea ( Pinus rigida ).